# 1367年
| 千纪： | 2千纪 |
| 世纪： | 13世纪 \| 14世纪 \| 15世纪                                                                                                 |
| 年代： | 1330年代 \| 1340年代 \| 1350年代 \| 1360年代 \| 1370年代 \| 1380年代 \| 1390年代                                           |
| 年份： | 1362年 \| 1363年 \| 1364年 \| 1365年 \| 1366年 \| 1367年 \| 1368年 \| 1369年 \| 1370年 \| 1371年 \| 1372年                 |
| 纪年： | 丁未年（羊年）；元至正二十七年；朱元璋吴元年；明升開熙元年；張士誠吳五年；越南大治十年；日本南朝正平二十二年，北朝貞治六年 |

## 大事记
- 1月18日——斐迪南一世在父親佩德羅一世逝世後成為葡萄牙國王。
- 4月3日——納胡拉戰役：卡斯蒂利亞的佩德羅得到英格蘭黑太子愛德華的支援，擊敗佩德羅一世的同父異母兄長恩里克二世與法國名將貝特朗·杜·蓋克蘭的卡斯提爾王國與法蘭西王國聯軍後，恢復為卡斯蒂利亞國王，恩里克二世返回法國，貝特朗·杜·蓋克蘭被俘(由法蘭西國王查理五世贖回)，但是其後佩德羅一世沒有兌現承諾償還戰爭的費用，黑太子愛德華退兵回亞奎丹。
- 9月——緬甸阿瓦王朝國王德多明帕耶死於天花，沒有子嗣，出生蒲甘王室的阿敏侯擊敗了競爭對手侍衛鄂努在阿瓦即位，即明基蘇瓦紹蓋。
- 10月16日——教宗烏爾巴諾五世首次嘗試將教廷從亞維儂搬回羅馬。這一舉動在1370年被逆轉，當時他被迫返回亞維儂，不久之後就死了。
- 九月，朱元璋軍攻破張士誠所居的平江城，乘勝派遣朱亮祖、湯和、吳禎、廖永忠出兵方國珍所在的浙東地區。
- 十月，朱元璋軍攻佔黃岩、溫州，並在曹娥江擊潰方國珍水軍，方國珍退守舟山。
- 十月，朱元璋以徐達為征討大將軍，常遇春為副，率軍二十五萬，沿淮河、運河、黃河北上進取山東、河南；另命胡廷瑞、何文輝從江西攻取福建，楊璟、周德興與張彬進取廣西。
- 十二月，方國珍率餘部向朱元璋投降。
- 十二月十六日，朱元璋命湯和、廖永忠率水師自明州（今浙江寧波）由水路攻取福建。
- 洪武元年二月初一日，湯和攻克漳州。
- 洪武元年二月初二日，胡廷瑞攻取汀州（今福建長汀）、寧化。福建全境被明軍奪得。
- 朱元璋設立黄渡市舶司，惟3年後即撤除。
- 日本室町幕府征夷大將軍足利義詮逝世，其子足利義滿繼位。
- 漢薩同盟成立以呂貝克為首的領導機構。

## 出生
- 1月6日——理查二世，英格蘭國王。（1400年逝世，33岁）
- 4月3日——亨利四世，英格蘭國王。（1413年逝世，46岁）

## 逝世
- 張士誠——元末的義軍領袖與地方割據勢力之一。
- 1月28日——佩德羅一世 (葡萄牙)，第八任葡萄牙和阿爾加維國王。
- 9月——德多明帕耶，實皆王朝末代國王明標的繼子，阿瓦王朝的建立者。
- 12月28日——足利義詮，日本室町幕府第二代征夷大將軍。